# Brignoliella vulgaris
Brignoliella vulgaris là một loài nhện trong họ Tetrablemmidae.
Loài này thuộc chi Brignoliella. Brignoliella vulgaris được Lehtinen miêu tả năm 1981.